# Giovanni Maria Boccardo
Giovanni Maria Boccardo (Moncalieri, 20 novembre 1848 – Pancalieri, 30 dicembre 1913) è stato un presbitero italiano, fondatore della congregazione delle Povere Figlie di San Gaetano. Nel 1998 papa Giovanni Paolo II lo ha beatificato.

## Biografia
Nacque nella frazione della Ca' Bianca presso il comune di Moncalieri, primogenito di dieci figli, tre dei quali morti in tenera età e tre divenuti sacerdoti, tra i quali Luigi Boccardo sarà a sua volta proclamato beato dalla Chiesa cattolica.
Studiò in famiglia, cominciando ad aiutare i poveri del paese e, in particolare, prendendosi cura di un cieco mendicante. Al termine dell'Unità d'Italia, nel 1861 frequentò il ginnasio dei padri barnabiti, e conclusa la scuola entrò in seminario. Durante questo periodo ricercò assiduamente la "santità", pensiero che emerge chiaramente dai suoi scritti (redasse qualcosa come 44 volumi, oggi ancora quasi completamente inediti, contenenti pensieri e spunti di vita).
Il 3 giugno 1871 Giovanni fu ordinato sacerdote a Torino da mons. Balma. Nel 1873 diventò direttore spirituale del seminario di Chieri, ove era entrato come assistente solo qualche mese dopo la sua ordinazione a sacerdote. Tempo dopo, con lo stesso incarico, venne mandato a Torino nel seminario diocesano.
A Torino, Giovanni e Luigi strinsero amicizia con i grandi santi del tempo: Giovanni Bosco, Leonardo Murialdo, Giuseppe Allamano. Proprio l'Allamano è il rettore del Santuario della Consolata prima che ne prenda il posto, nel 1880, il Boccardo.
Nel 1882 diventò parroco a Pancalieri, dove rimase fino alla morte. Molto si dedicò al catechismo e fu spesso chiamato in altre parrocchie per predicare. Visitava regolarmente le carceri di Saluzzo, ricercando il pentimento e la penitenza dei detenuti.
Nel 1884 una tremenda epidemia di colera s'abbatté su Pancalieri: il parroco si dedicò, con l'aiuto di alcuni giovani, al soccorso dei malati come da esempio di Giovanni Bosco e di Giuseppe Benedetto Cottolengo. Proprio loro gli ispirarono l'apertura di un ospizio per le persone rimaste prive di aiuto: il 6 novembre 1884 arrivarono i primi malati.

## Le Povere figlie di San Gaetano
Ma la sua opera maggiore fu forse la fondazione della congregazione religiosa femminile delle Povere figlie di San Gaetano, attualmente attive in Italia, Brasile, Benin, Argentina e altri paesi. Il compito affidato alle Povere Figlie è di assistere i malati e gli infermi cronici, abbandonati, bambini, anziani, così come i sacerdoti malati. Prima suora consacrata a san Gaetano fu Carlotta Fontana, che prese il nome di suor Gaetana del Santissimo Sacramento.

## La malattia
Nel 1911 Giovanni fu colpito da paralisi. La malattia lo costrinse all'immobilità e alla dolorosa rinuncia al ministero. Il 30 dicembre 1913 morì a Pancalieri. il 1º gennaio 1914 si tennero i solenni funerali, con grande partecipazione del popolo.

## Beatificazione
Papa Giovanni Paolo II lo proclamò beato nel 1998 a Torino, e fissò la sua memoria liturgica al giorno 30 dicembre.
L'arcidiocesi di Torino ne celebra la memoria facoltativa il 20 novembre.